# Bernhard Ertl
Bernhard Ertl (* 24. Februar 1973) ist ein deutscher Erziehungswissenschaftler und Professor.

## Leben
Nach dem Diplom 1998 in der Informatik mit Schwerpunkt Pädagogik an der Universität München. Titel der Diplomarbeit: Graphisches Strukturierungstool für Telelearning-Umgebungen in JAVA war er von 1999 bis 2006 wissenschaftlicher Mitarbeiter am Lehrstuhl für Empirische Pädagogik und Pädagogische Psychologie der Ludwig-Maximilians-Universität München. Nach der Promotion 2003 zum Dr. phil. an der Ludwig-Maximilians-Universität in München. Titel der Dissertation: Kooperatives Lernen in Videokonferenzen: Förderung von individuellem und gemeinsamem Lernerfolg durch external repräsentierte Strukturangebote war er von 2006 bis 2012 wissenschaftlicher Mitarbeiter bzw. Akademischer Rat im Dekanat der Fakultät für Pädagogik der Universität der Bundeswehr München. Nach der Habilitation 2012 mit der Lehrberechtigung Empirische Bildungsforschung und Lehr-Lernforschung an der Universität der Bundeswehr München. Titel der Habilitationsschrift: Förderung gemeinsamer Wissenskonstruktion in netzbasierten Szenarien mit Wissensschemata und Kooperationsskripts war er von 2012 bis 2014 akademischer Oberrat und Privatdozent (Beauftragter des Labors für Bildungsmedien der Fakultät für Humanwissenschaften der Universität der Bundeswehr München). Von 2014 bis 2016 lehrte er als Professor für technologiegestütztes Lernen im Department für Interaktive Medien und Bildungstechnologien an der Donau-Universität Krems. Seit 2016 lehrt er als Professor für Erziehungswissenschaft mit Schwerpunkt Lernen und Lehren mit Medien an der Fakultät für Humanwissenschaften der Universität der Bundeswehr München.

## Arbeitsschwerpunkte

### Besser lernen mit Medien
- Werkzeuge, Strategien und Methoden
- Unter Berücksichtigung individueller Differenzen und Präferenzen (z. B. Vorwissen, Gender)
- Im Anwendungskontext Schule, Hochschule und Unternehmen

### Lernen – Erfolg – Karriere
- Einflussfaktoren auf digital literacy
- Digital divide
- Intersektionalität und Chancengerechtigkeit

### Evaluation
- Methoden und Modelle
- Evidence-based policy making

## Forschungs- und Lehraufenthalte im Ausland
- 2014 – 2016 Professor an der Donau-Universität Krems
- 2009 – 2015 Lehraufträge an der Karl-Franzens-Universität, Graz
- 2009/2010 DAAD Projektbezogener Personenaustausch Programm, Heraklion, Griechenland
- 2005: DAAD Hochschulberater Programm, Teheran, Iran
- 1998 Austauschtrimester an der Universiteit Twente, Enschede, Niederlande (ERASMUS-gefördert): Studium der Pädagogik und Informatik

## Schriften (Auswahl)
- mit Lai-Chong Law und Heinz Mandl: Collaborative learning of Java programming in the graphics enhanced videoconferencing environment. A pilot study. München 1999, OCLC 76107463.
- mit Markus Reiserer und Heinz Mandl: Fostering collaborative knowledge construction in desktop videoconferencing. Effects of content schemes and cooperation scripts in peer settings. München 2001, OCLC 76385500.
- mit Birgitta Kopp und Heinz Mandl: Unterstützung kooperativen, fallbasierten Lernens in Videokonferenzen. Der Einfluss von sozio-kognitiven Skripts und Wissensschemata. München 2004, OCLC 76482404.
- Kooperatives Lernen in Videokonferenzen. Einflußmöglichkeiten didaktischer Strukturierungen. Saarbrücken 2007, ISBN 978-3-8364-4592-4.